# William Gram
Kaj William Gram, (25. august 1895 København-8. juli 1970 i København), var en dansk fodboldspiller som vandt DM med B.93 1927, hvor han spillede 39 kampe og scorede 16 mål i perioden 1916-1927.
William Gram debuterede som 21-årig for B.93 i efteråret 1916 og spillede 39 kampe under otte sæsoner på alle pladser i angrebet. I sæsonen 1923/24 blev han holdets topscorer I sæsonen 1926/1927 var han med til at vinde DM efter at klubben vandt DM-finalen i Idrætsparken slog Skovshoved med 5-1, han scorede til 2-1.